# Grande Cariçaie

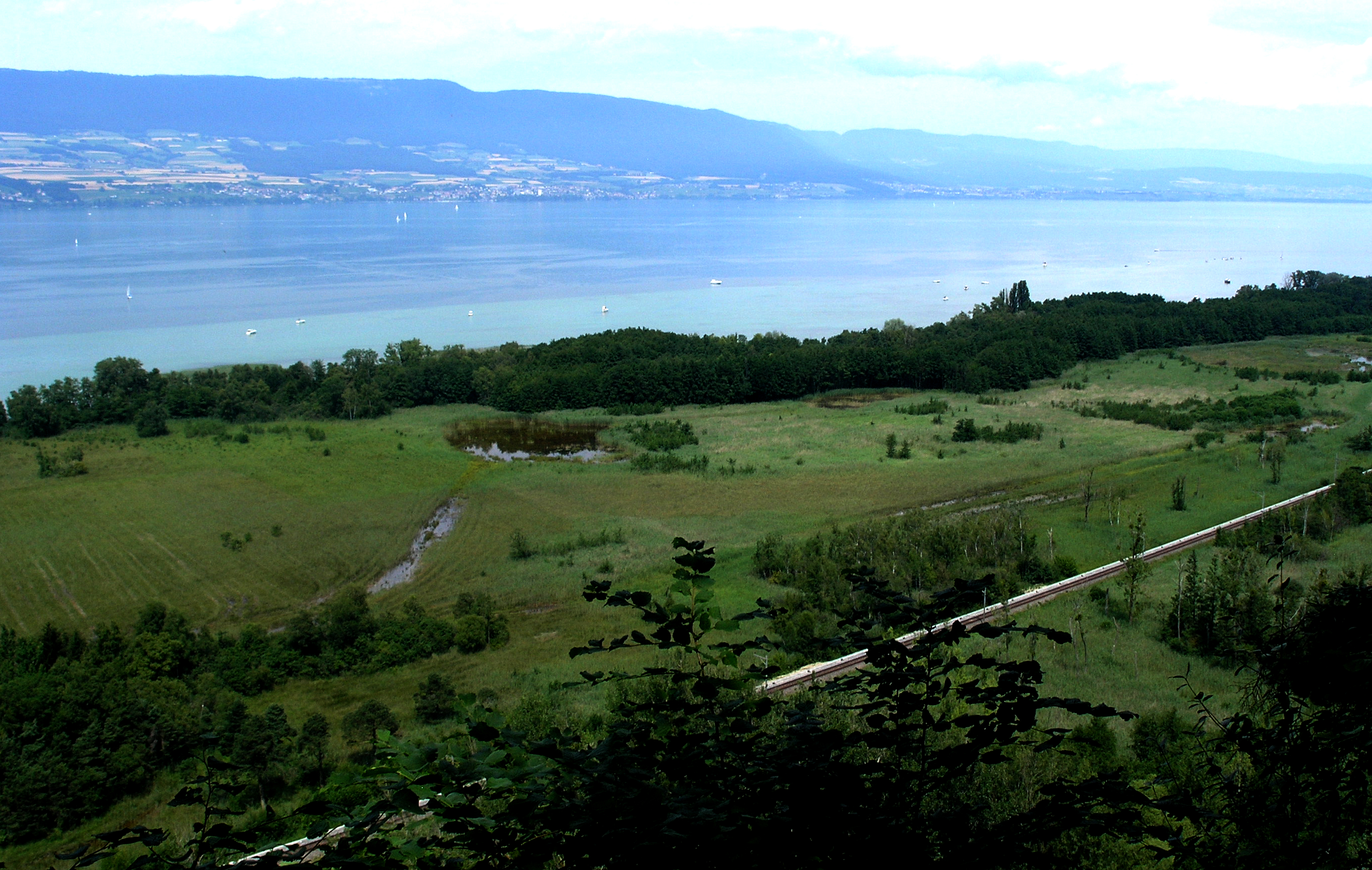
Vue de la Grande Cariçaie vers Cheyres

La Grande Cariçaie est une zone marécageuse située sur la rive sud du lac de Neuchâtel, entre la forêt humide et la roselière qui le borde. Elle fait partie des sites de protection des zones humides concernés par la convention de Ramsar. Les sites préhistoriques sont inscrits à l'Unesco.

## Présentation
Formant le plus grand ensemble marécageux de Suisse, la Grande Cariçaie est composée de hauts-fonds lacustres peu profonds, de marais, de forêts inondées et de falaises boisées. Huit grandes réserves naturelles intercantonales y sont délimitées, couvrant environ 3 000 hectares.

## Historique
Les variations de niveau du lac dans la préhistoire sont estimées à 7 mètres. La présence humaine sur les rives remonte à 13000 ans avant notre ère. Depuis 4000 ans avant J.-C. les baies abritent des palafittes, dont l'humidité conserve les restes, ce qui favorise les études archéologiques. Entre Yverdon et Cudrefin on compte treize stations du Néolithique ou de l'âge du Bronze. Six sites archéologiques sont classés au Patrimoine mondial de l’humanité de l’Unesco. Dans le dernier millénaire avant notre ère, des modifications climatiques entraînent une forte élévation du niveau du lac et le développement de forêts mixtes de feuillus et résineux. En raison des dégâts causés par les inondations répétées, des travaux de correction des eaux du Jura sont effectués de 1868 à 1891, puis de 1962 à 1973. Le niveau du lac de Neuchâtel est abaissé de 2.7 m. Le retrait des eaux de la rive sud du lac est à l'origine d'un ensemble de biotopes humides, répartis en neuf réserves naturelles situées entre Yverdon-les-Bains et Witzwil-Marin-Epagnier (réserve ornithologique d'importance européenne). La rive sud est inscrite en 1976 et 1990 dans la Convention relative aux zones humides d'importance internationale particulièrement comme habitats des oiseaux d'eau (Convention de Ramsar).
Cette zone marécageuse exceptionnelle a failli disparaître, en raison de la décision prise dans les années 70 de construire l'autoroute N1 à proximité des rives sud du lac de Neuchâtel. Mais une mobilisation citoyenne, sous l'égide de Pro Natura Helvetica, la Ligue suisse pour la protection de la nature et le WWF, au début des années 80, a permis de récolter 560 000 signatures et quatre millions de francs, principalement venus de Suisse alémanique en raison d'une campagne plus soutenue de la télévision suisse alémanique, afin de préserver le site et de déplacer le tracé de l'autoroute en 1981,. 

## Gestion
Depuis 1982, la Grande Cariçaie est gérée dans un but de conservation de ses caractéristiques naturelles. Elle fait l'objet de différents travaux d'entretien : fauchage, débroussaillage, creusement d'étangs, etc. L'Association de la Grande Cariçaie, basée à Yverdon-les-Bains, est chargée sur mandat intercantonal de l'organisation des travaux, des tâches de suivi scientifique et de la création d'infrastructures d'accueil du public. Les services cantonaux restent chargés de la gestion des forêts et du domaine des eaux à l'intérieur des réserves naturelles.
Le nom Grande Cariçaie, qui vient de Carex ou laîches, a été suggéré par Michel Antoniazza, collaborateur scientifique de l’Association de la Grande Cariçaie,.

## Tourisme
- Le Centre Pro Natura de Champ-Pittet à Cheseaux-Noréaz
- Le Centre-nature ASPO de La Sauge à Cudrefin